# Райцин Єфраїм Хананійович
Єфраї́м Ханані́йович Ра́йцин (1903 , с.Бровки, Волинська губ., Російська імперія— 1969 Київ, УРСР, СРСР) — український перекладач та українсько-російський письменник єврейського походження. Родом з Житомирщини.
У 1919 році закінчив комерційне училище в Бердичеві.
У 1929 році переїхав до Києва, де вчився в Інституті народного господарства. Паралельно працював журналістом.
Серед літературного доробку Райцина збірка нарисів «Біробіджан» (1933), п'єси «Троє» (1942), «На безіменній висоті» (1943), «Кому всміхається доля» (1946), «Подруги» (1948), «Чому розлучаються двоє» (1964). П'єси ставилися в театрах України.
Крім того, зробив багато перекладів з їдишу і з російської мов на українську. У 20- 30-ті роки ХХ століття поряд з Зінаїдою Йоффе, Оленою Пархомовською був одним з основних перекладачів творів письменників, які писали на ідиш - Лейба Квітки, Переца Маркіша, Їцхак-Лейбуш Переца, Менделе Мойхер-Сфоріма, Шолома-Алейхема, а також Абрама Кагана, Гершла Орлянда, Сальвадора Боржеса,  Файвла Сіто, Петра Альтмана, Ноте Лур"є, Хаїма Гільдіна.
На початку 40-х р.р. ХХ ст. був залічений нквдистами до складу "троцкістського" угрупування "Боївці", але репресований не був.
У 1967 році в видавництві "Дніпро" вийшло 4-х томне видання творів Шолома-Алейхема українською мовою у перекладі Райцина. Ця збірка стала найбільшим українським виданням творів письменника.
П'єси у перекладі Єфраїма Райцина йдуть у театрах у сучасній Україні. Також широко відомий його переклад книги Шолома-Алейхема «Тев'є-молочар»